# Болочанка (река)
Болочанка (бел. Балачанка) — река, протекающая в Червенском и Пуховичском районах Минской области, левый приток реки Свислочь. Длина — 36 км. Площадь водосборного бассейна — 418 км², 49 % его площади занято лесами. Уклон реки — 0,4 м/км. Средний расход воды — 2,6 м³/с.

## География
Исток — Кобзевичи. Устье — Свислочь. Отделяет Пуховичский район Минской области и Осиповичский район Могилёвской области. На реке расположена одноимённая деревня Болочанка.
Притоки: Чернявка (правый).